# Hana Doskočilová
Hana Doskočilová (ur. 11 lipca 1936 w Igławie, zm. 7 lutego 2019 w Pradze) – czeska pisarka, prozaik, autorka literatury dla dzieci.
Po ukończeniu szkoły średniej pracowała jako urzędniczka w Igławie i Pradze. Po opublikowaniu pierwszej książki rozpoczęła współpracę z SNDK (od 1969 wydawnictwo Albatros). Była pisarką tworzącą tylko dla dzieci i była zaliczana do grupy czołowych twórców czeskich twórców prozy dziecięcej. Pisała głównie baśnie i opowiadania, które opowiadają o codziennym życiu i relacjach pomiędzy dziećmi i dorosłymi. Stosując realistyczne opisy i humor, pokazują jak ciekawe może być życie bez przemocy. Jej książki zostały przetłumaczone na wiele języków i były wielokrotnie wznawiane. Tworzyła również krótkie formy literackie, które były publikowane w czasopismach dla dzieci, m.in. „Mateřídouška”.

## Twórczość
- Pohádky pro děti, pro mámy a pro táty (1961);
- Bydlím doma (1966);
- Micka z trafiky a kocour Pivoda (1971);
- Kudy chodí malý lev (1972);
- Medvědí pohádky (1973);
- Zvířátka v lese (1974);
- Drak Baborák a ztracený král Kulajda (1974);
- Posledního kousne pes (1974);
- Ukradený orloj (1976);
- Kuk!Na zelené louce kluk (1976);
- Eliška a táta Král (1977);
- Dva dědečci z Dlouhé míle (1978);
- Jak se vychovává papoušek (1979);
- Chaloupka z marcipánu (1983);
- Petr a Hanka chystají překvapení (1983);
- Pohádky na dobrý den (1984);
- Diogenés v sudu (1985);
- Pět přání (1987);
- Kuba a barvy (1988);
- My a myš (1988);
- Pejskování s Polynou (1990);
- Pejskování s Polynou (1990);
- Damoklův meč a další známé příběhy (1991);
- Golem Josef a ti druzí (1994);
- Učíme se číst s mouchou Rudolfínou (1994);
- Učíme se číst s medvědem Kubulou (1995);
- Když velcí byli kluci (1999);
- Šimsa (1999);
- O Mamě Romě a romském pámbíčkovi (2001);
- Lenoši a rváči z Kloboukova(2005).

### Krecik
Istotną część twórczości pisarki stanowią napisane wspólnie ze Zdenkiem Milerem opowiadania o Kreciku, które następnie zostały zekranizowane. Hana Doskočilová napisała czternaście opowieści o Kreciku, były to:
- Krtek v sedmém nebi (1982);
- Jak krtek zachránil zajíčka (1991);
- Krtek a potopa (1992);
- Jak Krtek uzdravil myšku (1993);
- Krtek a medvědi (1993);
- Dětem (1996);
- Krtek a orel (1996);
- Krtek a zelená hvězda (1998);
- Krtek v zimě (1998);
- Krtek a maminka (2002);
- Krtek a paraplíčko (2002);
- Krtek a sněhulák (2002);
- Krtek a televize (2004);
- Krtek a jaro (2006).